# هنریک فلویت
هنریک فلویت (فنلاندی: Henrik Flöjt; ۲۴ مهٔ ۱۹۵۲ – ۲۶ سپتامبر ۲۰۰۵) ورزشکار دوگانه اهل فنلاند بود. او در المپیک زمستانی ۱۹۷۶ در اینسبروک مدال نقره ۴ در ۷٫۵ کیلومتر را در مسابقه امدادی دریافت کرد. همچنین وی در سال ۱۹۷۵ با تیم امدادی فنلاند قهرمان جهان شد. برادرش Heikki Flöjt نیز ورزشکار دوگانه بود.